# Gloria Pampillo
Gloria Pampillo (Buenos Aires, 11 de noviembre de 1938; Buenos Aires, 27 de febrero de 2013) fue una escritora, profesora y feminista argentina. Destacada representante de la escritura feminista de ficción latinoamericana, y precursora de los talleres de escritura. Escribió cinco novelas y diversos libros de relatos y técnica narrativa. Fue una de las fundadoras de Sudestada, organización de mujeres escritoras de Buenos Aires, que tiene como misión poner en contacto a las escritoras argentinas. Los textos de Gloria Pampillo "reproducen una representación de la sociedad donde las luchas de poder entre hombres y mujeres son continuas" y "presenta una mirada crítica acerca del estatus subalterno de la mujer en ese contexto". Sus relatos "reconfirman las propuestas teóricas feministas acerca de la formación de la identidad genérica y revelan una identidad colectiva en creación, por y para la mujer".

## Biografía
Nació en el 11 de noviembre de 1938 en la Ciudad de Buenos Aires. A comienzos de la década de 1960 se manifestaba insatisfecha con la carrera universitaria que había elegido, la carrera de Letras, en la Facultad de Filosofía y Letras de la Universidad de Buenos Aires. Pero fue en ese ámbito que se relacionó a comienzos de la década de 1970, con el recién formado Grupo Grafein, iniciador de la tradición del taller de escritura, dando forma así a su vocación de escritora y de formadora de escritores, y llevando también las técnicas de los talleres de escritura a las escuelas y colegios secundarios.
Pampillo aportó a los talleres de escritura las nuevas teorías del texto y la escritura del posestructralismo y el seguimiento de las pautas aportadas por Gramática de la fantasía de Gianni Rodari, fundamentalmente sus conceptos cerca del "arte de inventar". Allí Pampillo aconsejaba: "que tus personajes no piensen. ¡Mostralos! ¡Representá!".
En 1977 se casó con el periodista Daniel Samoilovich con quien en 1978 viaja a España para radicarse allí, como consecuencia de las persecuciones políticas en Argentina a causa de la dictadura instalada en 1976. Ambos dirigirán hasta 1979 la revista La construcción imaginaria, editada por el Colegio Mayor Chaminade de Madrid.
En España introdujo la práctica de realizar talleres de escritura, que venía proliferando en la Argentina desde fines de la década de 1960. En Madrid publicó su primer cuento, "El viejo bajo el timbó", en la revista Hiperión. Aún viviendo en España, en 1982 publicó en Buenos Aires su primer libro, un texto fundamental para la experiencia de los talleres literarios, El taller de escritura (Plus Ultra, 1982). En su libro, Pampillo parte de la crítica del modo habitual en ese tiempo de acercar a los estudiantes a la escritura: la libre expresión y la imitación de escritores consagrados. Pampillo rompió con esa tradición con un nuevo sistema de trabajo basado en cinco momentos: formulación de la propuesta, escritura, lectura de los textos, comentario y evaluación del trabajo. El método de Pampillo se caracterizó por su carácter lúdico, que tiende a impulsar el acto de escribir, y por dar gran importancia al hecho de mostrar y compartir el trabajo con los otros miembros del taller.
Con la recuperación de la democracia en Argentina a fines de 1983, regresó a su país al año siguiente comenzando a trabajar como profesora en la Facultad de Filosofía y Letras de la Universidad de Buenos Aires, y luego también en la Facultad de Ciencias Sociales, de la misma casa de estudios, al abrirse la misma en 1988. Allí, con Maite Alvarado, compañera suya desde los tiempos de Grafein, organizaron el Taller de Expresión I o Taller de Escritura.
En la década de 1980 escribió seis libros, tres de ellos dedicados a la experiencia de los talleres de escritura, otros dos destinados a los lectores infantiles y un libro de relatos. En 1992 publicó su primera novela, Las invenciones inglesas, a la que le siguió Costanera sur en 1995. Con sus obras de ficción, Gloria Pampillo desarrolló una literatura feminista, no solo por sus contenidos, sino también por los valores y los puntos de vista narrativos, que cuestionan el patriarcado y los vinculan estrechamente con la explotación.

Su temática feminista se ha ido desarrollando a través de su obra ya sea en novelas como en cuentos cortos. En su primera novela, Las invenciones inglesas (1992), la autora presenta dos hilos narrativos paralelos: "la historia de dos hermanas huérfanas durante la presidencia de Perón (1945-1955), quienes se disputan la sutoria de un libro y la historia que ellas inventan situada en el Buenos Aires de 1830" (Domínguez 67) (1). A medida que "los ritos femeninos de las dos hermanas" se desarrollan, la autora va incorporando características de diferentes géneros literarios: "el diario intimo de viaje de una mujer del siglo XIX, en contraposición a la construcción de una novela sobre una mujer joven de hoy, y narrativas de carácter histórico, de aventura y policial" (Domínguez, 67) (2). La narrativa feminista de Pampillo continua en su novela Costanera Sur (1995), en la cual las experiencias de Julia, periodista y activista social, y las de Marilyn, naturista y marginada social, se entrelazan para presentar la lucha de los vecinos y sindicatos del barrio contra los naturistas, que pueblan la costanera. Mientras la intelectualidad de Julia y la energía emocional de Marilyn compiten en la lucha pot una causa social, a saber, salvar las viviendas de los naturistas de los rapaces urbanistas, afloran las traiciones de ambas partes. Esta lucha, encarnada principalmente por el activismo feminista de Julia y Marilyn, muestra conflictos urbanos y personales presentados a través de símbolos, metáforas y un lenguaje que muchas veces rememora la literatura fantástica.
Celia Esplugas

Pampillo concedía a la obra Operación Masacre de Rodolfo Walsh un papel crucial en el desarrollo de la literatura latinoamericana, al excluir el carácter ficcional de la narración literaria.

A mí me parece que lo que hace Walsh cuando utiliza géneros considerados literarios implica un reconocimiento de la fuerza persuasiva de esos géneros. Utiliza el retrato, la biografía, el relato policial, la fantástica, pero no superficialmente, sino inquiriendo sobre el sentido de esas formas... Y es ahí cuando sostiene que el testimonio y la denuncia son artísticamente por lo menos equivalentes a la novela y merecen el mismo trabajo.
Gloria Pampillo

Con el seudónimo de "Sonia Larsen", durante más de diez años escribió los horóscopos semanales en la revista del domingo del diario Clarín.
En 1999 fue una de las fundadoras de la Asociación Sudestada de Escritoras de Buenos Aires, organizando en 2000 el Primer Encuentro Nacional de Escritoras.
En 2008 obtuvo el Segundo Premio de Novela otorgado por la Biblioteca Nacional por La deuda, que finalmente fue publicada en 2010 con el título El héroe que vino a buscarme.
El 27 de febrero de 2013, falleció en Buenos Aires.

## Obras
- Bajo las cenizas. Más allá, con Gérard Klein. 186 pp. Editor Andrómeda, 1976
- Viaje a la Luna. Fénix (ADIAX) con Cyrano de Bergerac 154 pp. 1982 ISBN 84-85963-15-6, ISBN 978-84-85963-15-7
- El taller de escritura, 109 pp. Plus Ultra, 1982. Sobre la escritura.
- El taller de escritura con orientación docente, Facultad de Filosofía y Letras de la UBA, 1985 (con Maite Alvarado). Sobre la escritura.
- Estimado Lerner, 137 pp. G.E.L. 1986. Relatos ISBN 950-9432-58-X, ISBN 978-950-9432-58-1
- Historias de las palabras para chicos y chicas: Palabrelío, 77 pp. Colihue, 1987. Infantil ISBN 950-581-523-9, ISBN 978-950-581-523-4 en línea
- Avestruces y Piratas, 54 pp. Libros del Quirquincho 1988. Infantil ISBN 950-845-124-6, ISBN 978-950-845-124-8
- Con las manos en la masa, 73 pp. Quirquincho, 1989 (con Maite Alvarado). Sobre la escritura.
- Las invenciones inglesas, 153 pp. Sudamericana: 1992. Novela ISBN 950-07-0809-4, ISBN 978-950-07-0809-8
- Costanera Sur, 205 pp. Sudamericana: 1995. Novela ISBN 950-07-1065-X, ISBN 978-950-07-1065-7
- Permítame contarle una historia. Narración e identidad, (en colaboración) 212 pp. EUDEBA, 1999. Sobre teoría y práctica de la narración. ISBN 950-23-0955-3, ISBN 978-950-23-0955-2
- Cuatro viajes y un prostíbulo, 159 pp. Beatriz Viterbo, 2003. Relatos ISBN 950-845-124-6, ISBN 978-950-845-124-8
- Pegamento, 187 pp. Sudamericana. 2004. Novela ISBN 950-07-2571-1, ISBN 978-950-07-2571-2
- Una Araña en el zapato, Libros de la Araucaria, 2004 (en colaboración). Sobre teoría y práctica de la narración.
- La mula en el andén, Alfaguara, 2007. Novela orientada a jóvenes.
- El héroe que vino a buscarme, 239 pp. Guid Publicaciones: 2010. Novela
- Escribir. Antes, yo no sabía que sabía, (en colaboración) Buenos Aires, 263 pp. Prometeo, 2010. ISBN 987-574-387-9, ISBN 978-987-574-387-8

### Traducciones
- Zadig O El Destino. Traducido por	Gloria Pampillo, y compilado por Carlos Alberto Samonta. 128 pp. Editor	Need, Negocios Editoriales de Lingenti Marinal, ISBN 987-9186-67-2, ISBN 978-987-9186-67-1

## Premios
- 2006: Mención honorífica del Ministerio de Cultura del Gobierno de la Ciudad de Buenos Aires por el cuento "Tejuelas".
- 2008: Segundo Premio de Novela de la Biblioteca Nacional por La deuda, publicada en 2010 con el título El héroe que vino a buscarme.